# Фудзівара но Огуромаро
Фудзівара но Огуромаро (733 — 31 липня 794) — середньовічний японський державний та військовий діяч періоду Нара.

## Життєпис
Походив з аристократичного роду Фудзівара, Північної гілки (Хокке). Син Фудзівара но Торікаі та доньки Отомо но Мітітарі. Був онуком Фудзівара но Фусасакі. Народився у 733 році. Близько 755 року отримав старший шостий ранг. Підтримав повалення Фудзівара но Накамаро у 764 році. За це отримав молодший п'ятий ранг й посаду кокусі провінції Ісе. У 767 році стає молодшим помічником (сікібю-но-шьою) міністра церемоніальних справ. 768 року призначено кокусі провінції Акі.
У 770 році призначено заступником Правого голови імператорської гвардії. Того ж року отримав молодший п'ятий ранг. Вже 771 року надано старший п'ятий ранг. Згодом призначено кокусі провінції Міно, а через декілька місяців — провінції Кодзуке. У 773 році отримав нижчий ступінь молодшого четвертого рангу. 775 року — очолив Поліцейсько-судове управління столиці. 776 року призначено головою Правого крила імператорської гвардії. 777 року стає кокусі провінцій Ідзумо та Хітаті. 778 року надано вищу ступінь молодшого четвертого рангу. 779 року призначено асоційованим державним радником, завдяки чому Фудзівара но Огуромаро увійшов до Гісейкану (вищої ради з вирішення державних завдань — в середині дайдзьокана).
У жовтні 780 року призначено сейї-тайсьоґун, якому доручено приборкати народи еміші на крайній півночі о. Хонсю. До кінця року не зміг повністю впоратися із супротивником. На початку 781 року призначено андзеті (імператорським інспектором) північних провінцій. Навесні 781 року розпочав новий похід, приборкавши повстання еміші в провінції Муцу. По поверненню Фудзівара но Огуромаро отримав молодший третій ранг.
Згодом протягом 781 року обіймав посади міністра війни та міністра народних справ. Наприкінці року Огуромаро надано старший третій ранг. 782 року призначено андзеті провінції Муцу. 783 року очолив Поліцейсько-судове управління. 784 року стає середнім державним радником. 785 року очолив Центральне міністерство. 787 року призначено кокусі провінції Мімасака.
790 року призначено старшим державним радником. У 793 року призначено головою будівельних робіт із зведення нової столиці — Хейан-кьо. 794 року було завершено роботи зі спорудження імператорського комплексу, будівель міністерств і департаментів. Невдовзі після цього Фудзівара но Огуромаро помер.